# Mychajlo Kosiv
Mychajlo Vasylovyč Kosiv (* 28. prosince 1934, Olchówka, Województwo stanisławowskie, Polsko nyní Vilčivka, Ivanofrankivská oblast, Ukrajina) je ukrajinský novinář, učitel, politický disident, po roce 1990 politik a poslanec Parlamentu v letech 1990-2012. Zasloužilý umělec Ukrajiny.

## Život
Mychajlo Kosiv pochází z rolnické rodiny v Olchówce, která do roku 1939 územně patřila k Druhé Polské republice. V letech 1955-1960 studoval filologii na Lvovské univerzitě. Od roku 1960 byl vědeckým pracovníkem Lvovské národní knihovny a památníku Ivana Franka a připravoval disertaci na téma "Věda, žurnalistika a literatura v tvůrčí tradici Ivana Franka". Svou kandidátskou disertaci už nestihl obhájit, protože byl roku 1965 zatčen za "protisovětskou agitaci a propagandu". Ze zdravotních důvodů (komplikovaná operace) a pro nedostatek důkazů nakonec nebyl stíhán, ale byl propuštěn z práce. Tepve od roku 1967 našel zaměstnání jako učitel základní školy v Krechivu. Od roku 1969 do roku 1989 pracoval ve Lvovském muzeu v odboru historických zbraní, v letech 1989-1990 byl vědeckým pracovníkem Institutu ukrajinských studií Ukrajinské akadamie věd, poté do roku 1992 náměstkem ředitele Výkonného výboru humanitárních operací ve Lvově.
V letech 1962-1964 byl předsedou Klubu tvůrčí mládeže ve Lvově "Prolisok", v letech 1970-1972 se jako člen redakce podílel na vydávání ilegálních novin "Український вісник" (Ukrainian Herald). Měl 15 let zakázáno publikovat své vlastní texty. Od roku 1987 člen Unie spisovatelů Ukrajiny, v letech 1988-1996 byl místopředsedou pobočky organizace Prosvita ve Lvově. Na počátku ukrajinské revoluce, která předcházela Vyhlášení nezávislosti Ukrajiny, roku 1989 spoluzaložil Společnost Tarase Ševčenka pro ukrajinský jazyk, podílel se na založení strany Lidové hnutí Ukrajiny (Ruch) a na hnutí za obnovu Ukrajinské řeckokatolické církve.
Roku 1990 a poté znovu v letech 1994, 1998 a 2002 byl zvolen poslancem Ukrajinského parlamentu za Ruch a později za reformní stranu. Byl předsedou Kulturní a náboženské komise Parlamentu (1994-2006). V letech 1997-2000 byl členem komise pro udělování státních ocenění. Působil ve volebním štábu Vjačeslava Čornovila v prezidentských volbách roku 1991. Roku 2006 ve volbách neuspěl, ale roku 2007 byl zvolen poslancem za volební blok Naše Ukrajina Julije Tymošenko.
Pro televizní a rozhlasový kanál Suspilne ve Lvově připravil spolu s dalšími aktivisty program na obranu proti ruské dezinformační kampani proti Ukrajině, ale připravovaný pořad "Lessons" byl z neznámých důvodů zrušen.
Roku 2005 obdržel Řád za zásluhy III. stupně. Roku 2016 mu byla udělena Jubilejní medaile k 25. výročí nezávislosti Ukrajiny.

### Publikace
- O Ukrajině (Про Україну), 1990
- Město Belz (Місто Белз), 1990
- Vraťme se k pramenům (Вернімося до джерел), díl 1 - 1996, díl 2 - 2004
- Dvojjazyčnost, nebo bezpečnost? (Двоязичіє чи без’язичіє?), 1998
- Kyjevsko-haličský patriarcha ukrajinské církve jako ukrajinská staletá touha po jednotě (Києво-Галицький Патріярх Української Церкви як українська багатовікова туга за єдністю), 2004
- Jako neuhasitelná sopka // Mladý národ: Pochodeň (Немов невгасимий вулкан. // Молода нація: Смолоскип), 2005.
- Mrtví vstávají z mrtvých jen tam, kde jsou hroby (Воскресають лише там, де є могили), 2006
- Muzeum padlé zbraně (Музей упокореної зброї), 2006
- Ten, kdo dává dvakrát tolik, dává včas (Удвічі більше дає той, хто дає вчасно), 2007
- Korniaktův dům (Кам’яниця Корнякта), 2007
- Jazyk je prostředkem komunikace a porozumění mezi lidmi, ne předmětem sváru a rozdělení země (Мова – це засіб спілкування й порозуміння між людьми, а не предмет розбрату й розколу країни), 2008